# Apollo-Theater (Gronau)
Das Apollo-Theater (Gronau) war ein beliebter Kino-, Theater- und Konzertsaal. In den Jahren 1934–1940 entwickelte er sich zu einer wichtigen deutsch-niederländischen Kulturinstitution. Nach Umbauten und Modernisierungen ist der verkleinerte Saal heute Teil eines Kinocenters in der Mühlenmathe 37 in Gronau (Westfalen).

## Kino-Lizenz ab 1912
Die Anfänge des Apollo-Theaters liegen in den vielfältigen Aktivitäten des Unternehmers Willi Lindebaum, der 1903 vom Holzhandel in das Hotelgewerbe wechselte. Der Gründerboom nach der Verleihung der Stadtrechte (1898) spielte hierbei sicherlich eine wichtige Rolle. Am 27. März 1912 erhielt Lindebaum eine Kino-Lizenz und gründete neben seinem Hotel die Lichtspiele Westfälischer Hof. Schon 1913 wurde Lindebaums Idee vom Hotel Horstmöller erfolgreich kopiert. Das Konkurrenzunternehmen Walhalla entstand.
Der Kinematographen-Saal der Lichtspiele Westfälischer Hof wurde u. a. im März 1921 modernisiert und erweitert, er umfasste nun 293 Plätze. Über ein großzügiges Treppenhaus gelangte man zur Empore.
Aus diesen Jahren haben sich der Arbeitsvertrag des Kinopianisten Robert Vorstheim („je nach Leistung 35-40 M bei dreitägiger Spielzeit“), Notenmaterial des Kinoorchesters sowie ein Flügel erhalten. Mit dem Einsatz einer Polyphar-Kinoton-Appatur endet mit dem 14. April 1930 die Stummfilm-Ära.

## Umbau zum „Apollo-Theater“ (1934)
Nach 1933 begann die nationalsozialistische Gleichschaltung der Kinos. Willi Lindebaum führte seinen Kinobetrieb ab September 1934 als Ufa-Kino weiter und stellte so die technische Umrüstung zu einem zeitgemäßen Tonfilm-Theater sicher. Die Lichtspiele Westfälischer Hof wurden nun in Apollo-Theater umbenannt.
Lindebaum setzte bei der Modernisierung auf die Kombination von Kino-, Theater- und Konzertsaal. Dazu wurden eine Bühne und ein Orchestergraben für 30 Musiker eingebaut.
Das Apollo-Theater umfasste insgesamt 564 Plätze (374 im Erdgeschoss, 190 auf der Empore, 7 Logen) und wurde dadurch zu einem Haus mittlerer Größe. Die architektonische Gestaltung der Decke und des Balkons zeigten Art-déco-Anklänge. Die Bestuhlung, der Vorhang und die Bemalung waren in Blau und Silber gehalten.
Die Eröffnungsveranstaltung am 14. September 1934 orientierte sich an Berliner Vorbildern und zielte in ihrer Gestaltung (Sinfoniekonzert, Festrede, Tonfilm) auf den gehobenen Geschmack eines bürgerlichen Publikum ab.
Durch den Umbau des Apollo-Theaters erhielt schnell wachsende Industriestadt Gronau einen modernen Saal, der die private Bühne des Fabrikantenclubs (Gesellschaft Erholung) bzw. die Tonhalle Lilienfeld ablöste. Nun konnten auch Produktionen aus der niederländischen Nachbarstadt Enschede übernommen werden.

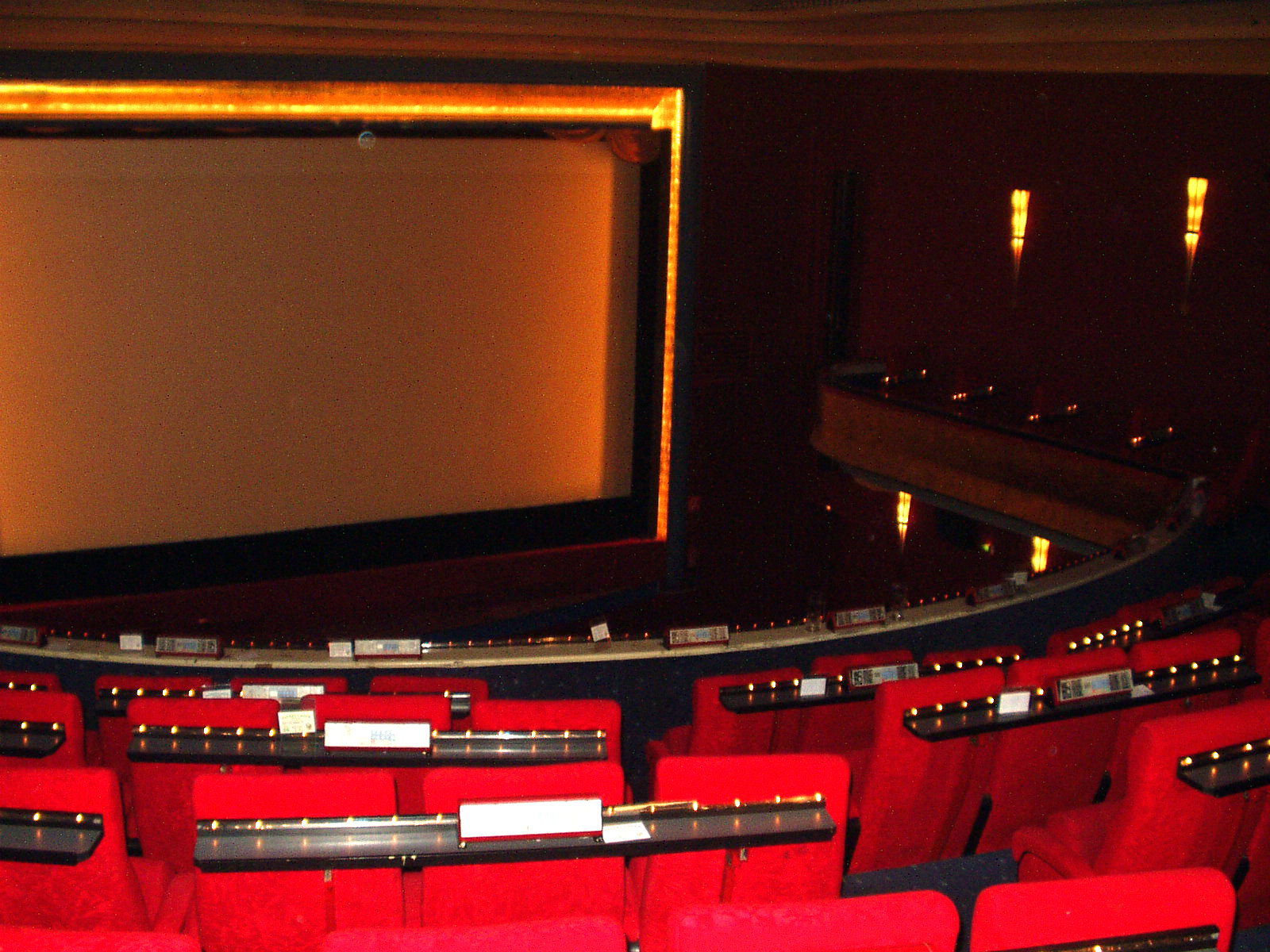
Historischer Apollo-Saal, Zustand nach der Renovierung (2004)

Das Kulturprogramm wurde vor allem von folgenden Institutionen getragen, für die eine deutsch-niederländische Kooperation unverzichtbar war:
- Städtischer Musikverein (gegr. 1919)
- Gronauer Konzertorchester (gegr. 1932)
- Enschedesch Opera en Operette Gezelschap (gegr. 1935).

Ein Höhepunkt war die Uraufführung der Operette Insel der Träume (Musik: Hans-Martin Majewski, Libretto: Joachim von Ostau) im Mai 1938, bei der der Komponist selbst am Dirigentenpult stand.
Neben dem Kino- und Theaterprogramm gewann in den 1930er Jahren auch das Abend- und Tanzlokal (Apollo-Stuben) an Bedeutung.
Der Beginn des Zweiten Weltkrieges, besonders der deutsche Einmarsch in den Niederlanden, setzen dem lokalen Kulturprogramm im Apollo-Theater ein Ende. Nationalsozialistische Organisationen wie KdF und Bayreuther Bund regelten 1941–1944 die Programmgestaltung.

## Zweite Blütezeit nach 1945
In der Nachkriegszeit wurde das Apollo-Theater zum festen Spielort der seit 1945 bestehenden Gronauer Kulturgemeinde bzw. ihrer Nachfolgeinstitution, des 1948 gegründeten Kulturrings. Auch das Abendlokal erlebte in der vom Jazz geprägten Tanzmusikszene der 1950er Jahre eine zweite Blütezeit.

## Entwicklung zum Kinocenter
Anfang der 1990er Jahre wurde der historische Apollo-Saal vollständig umgebaut: Bühne und Orchestergraben wurden entfernt, der Zuschauerraum auf 308 Plätze verkleinert. Als Saal 1 ist er heute Teil eines Multiplex-Kinocenters mit neun Kinos.
Am 29. Oktober 2015 brach im Kino ein Brand aus, wobei mehrere Säle zerstört wurden.